# Anthreptes rectirostris
Anthreptes rectirostris là một loài chim trong họ Nectariniidae.